# Абакумова (микрорайон Донецка)
Абаку́мова (укр. Абакумова), также — «Посёлок шахты имени Е. Т. Абакумова» (укр. «Селище шахти імені Є. Т. Абакумова») — микрорайон на западе города Донецка. Назван в честь советского деятеля угольной промышленности Егора Трофимовича Абакумова.

## История
Нынешняя территория посёлка начала застраиваться после 1945 года при активном использовании немецких военнопленных.
В довоенное время на этом месте были сельскохозяйственные поля.

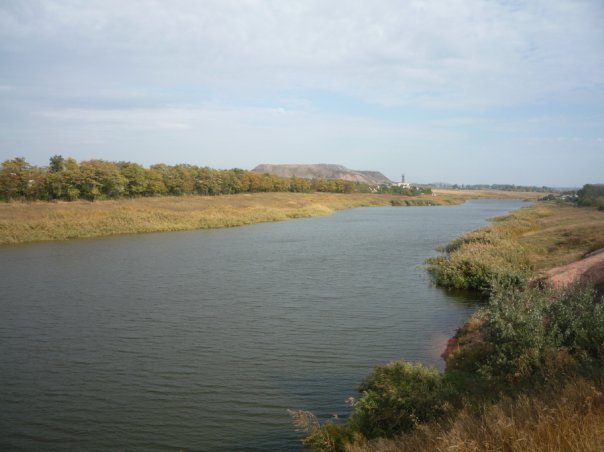
Абакумовский Пруд

## География
Расположен в северо-западной части Кировского района, находится с одной стороны между шахтами Абакумова и Скочинского, и микрорайоном Бирюзова, а с другой стороны ограничен посёлком Старомихайловка Марьинского района.

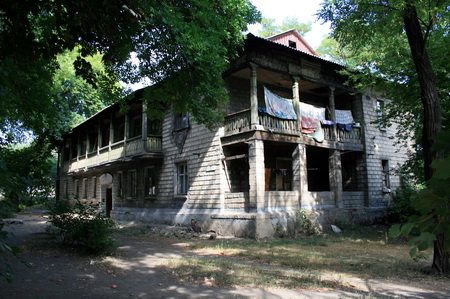
Дом по улице Кирова № 310

С севера и юга посёлок ограничен дачными кооперативами «Троянда». Также в северной части микрорайона есть пруд, который называют «Абакумовский ставок».
Около четверти жилого массива занимают постройки немецких военнопленных, называемые «сталинками». А большую часть занимают четырёхэтажные «хрущёвки».
Основной магистралью микрорайона является улица Дагестанская, несмотря на то, что именно здесь заканчивается самая длинная улица в Донецке, улица Кирова.

## Достопримечательности
- Дворец Культуры имени Е. Т. Абакумова
- Физкультурно-оздоровительный комплекс «Мечта»
- Стадион «Абакумовец»

- Абакумовский пляж «Зелёный Берег»

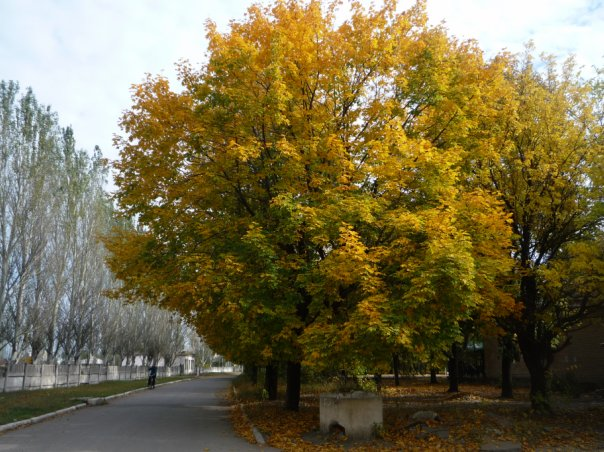
Улица Абакумова и Стадион Абакумовец (слева)

- Функционируют две общеобразовательные школы I—III ступеней № 77 и № 85

## Транспорт
От АС «Абакумова» отходят автобусы по направлению к Железнодорожному вокзалу (маршрут № 22"б"), к АС «Центр» (маршрут № 41) и к Крытому Рынку (маршрут № 8) и маршрутные такси по направлениям: м-н Текстильщик (№ 65, 66), Крытый Рынок (маршрут № 8). Из-за военных действий маршрут № 127"А" в г. Красногоровка и № 127 с АС «Центр» в г. Красногоровка через АС «Абакумова» перестал существовать. Добавился маршрут «Донецк — Старомихайловка» который имеет своё расписание и направляется от «Кобзаря» Старомихайловка и едет до АС «Центр» по 41 маршруту.

## Известные жители
На посёлке Абакумова в своё время жили:
- Настя Маркова — украинская эстрадная и джазовая певица (проживала по адресу ул. Соболевского, д. 43, где до сих пор живёт мать певицы)
- Сергей Слепкань — украинский бизнесмен и политик. Депутат Киевского городского совета от партии «Гражданский актив Киева». Директор Газопромышленного управления «Полтавагаздобыча»
- Евгений Атаев — футболист. Воспитанник донецкого «Шахтёра». В своё время выступавший за команды «Металлург» (Донецк), «Звезда» (Кировоград), «Сталь» (Днепродзержинск)

## Интересные факты
Одной из съёмочных площадок художественного фильма «Зеркало для героя» был «Старый Парк» на Абакумова.
Съёмки происходили в 1987 году при входе в парк на фоне памятника шахтёра с отбойным молотком.